# Championnats du monde de patinage artistique 1908
Navigation
Mondiaux 1907 Mondiaux 1909
Les championnats du monde de patinage artistique 1908 ont lieu du 25 au 26 janvier 1908 à Troppau dans l'empire d'Autriche-Hongrie pour les Messieurs et les Dames, et le 16 février 1908 au jardin Ioussoupov de Saint-Pétersbourg de Saint-Pétersbourg dans l'Empire russe pour les Couples.
Ce sont les premiers mondiaux des couples artistiques. Les premiers championnats européens des couples artistiques n'ont lieu que vingt-deux ans plus tard en 1930 à Vienne.

## Podiums
| Épreuves                      | Or                            | Argent                             | Bronze                           |
| ----------------------------- | ----------------------------- | ---------------------------------- | -------------------------------- |
| Messieurs résultats détaillés | Ulrich Salchow                | Gilbert Fuchs                      | Heinrich Burger                  |
| Dames résultats détaillés     | Lily Kronberger               | Elsa Rendschmidt                   |                                  |
| Couples résultats détaillés   | Anna Hübler / Heinrich Burger | Phyllis Johnson / James H. Johnson | Lidia Popova / Alexander Fischer |

## Tableau des médailles
| Rang  | Nation      | Or | Argent | Bronze | Total |
| ----- | ----------- | -- | ------ | ------ | ----- |
| 1     | Allemagne   | 1  | 2      | 1      | 4     |
| 2     | Hongrie     | 1  | 0      | 0      | 1     |
| 2     | Suède       | 1  | 0      | 0      | 1     |
| 4     | Royaume-Uni | 0  | 1      | 0      | 1     |
| 5     | Russie      | 0  | 0      | 1      | 1     |
| Total | Total       | 3  | 3      | 2      | 8     |

## Détails des compétitions

### Messieurs
| Rang | Nom             | Nation   | Places | Points | Fig. impo. | Prog. libre |
| ---- | --------------- | -------- | ------ | ------ | ---------- | ----------- |
| 1    | Ulrich Salchow  | Suède    | 9      |        |            |             |
| 2    | Gilbert Fuchs   | Autriche | 12     |        |            |             |
| 3    | Heinrich Burger | Autriche | 21     |        |            |             |

### Dames
| Rang | Nom              | Nation   | Places | Points | Fig. impo. | Prog. libre |
| ---- | ---------------- | -------- | ------ | ------ | ---------- | ----------- |
| 1    | Lily Kronberger  | Hongrie  | 5      |        |            |             |
| 2    | Elsa Rendschmidt | Autriche | 10     |        |            |             |

### Couples
| Rang | Nom                                | Nation      | Places | Points |
| ---- | ---------------------------------- | ----------- | ------ | ------ |
| 1    | Anna Hübler / Heinrich Burger      | Autriche    | 5      |        |
| 2    | Phyllis Johnson / James H. Johnson | Royaume-Uni | 11.5   |        |
| 3    | Lidia Popova / Alexander Fischer   | Russie      | 13.5   |        |